# 門司赤煉瓦プレイス

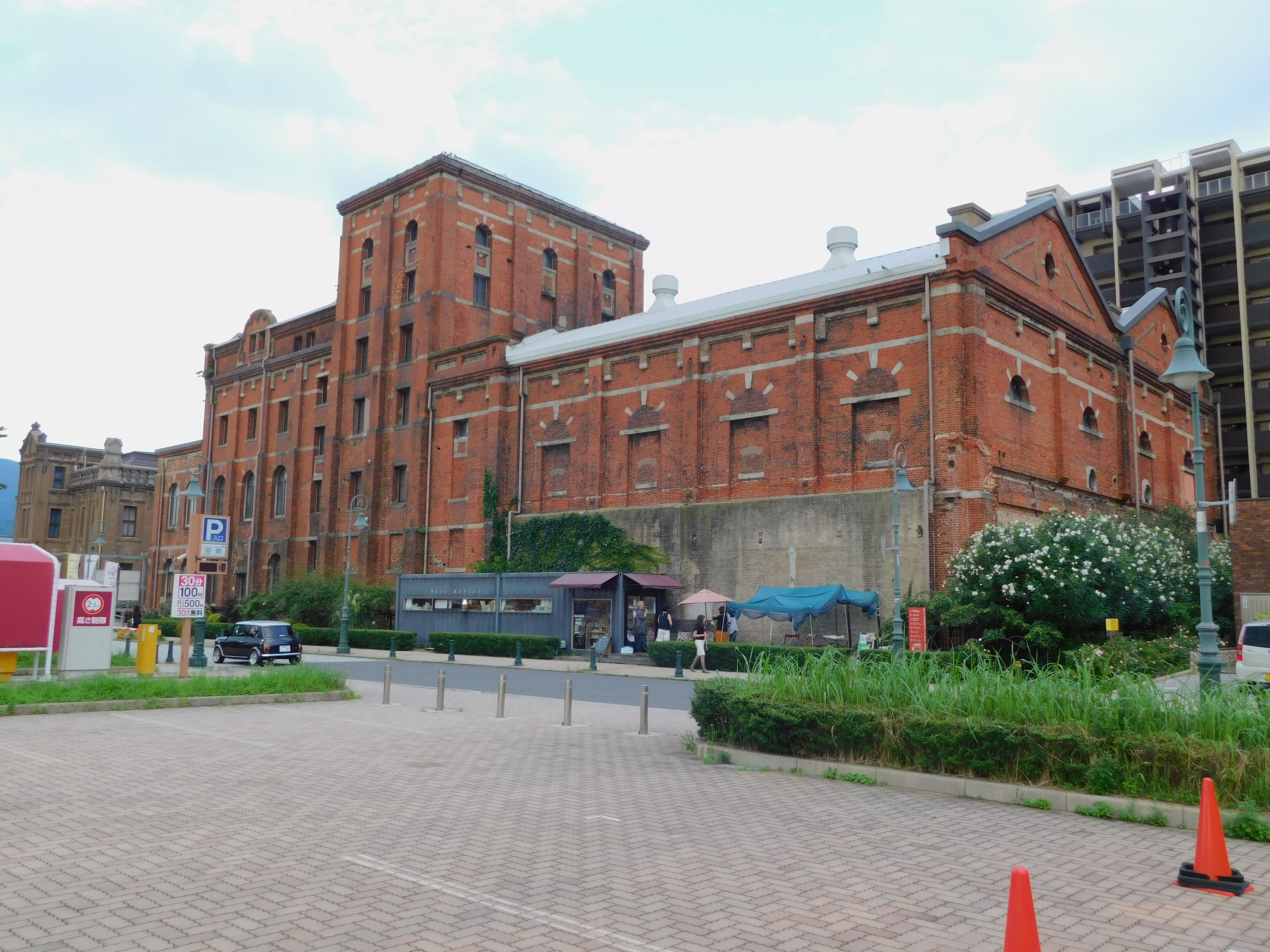
門司赤煉瓦プレイス・旧サッポロビール醸造棟

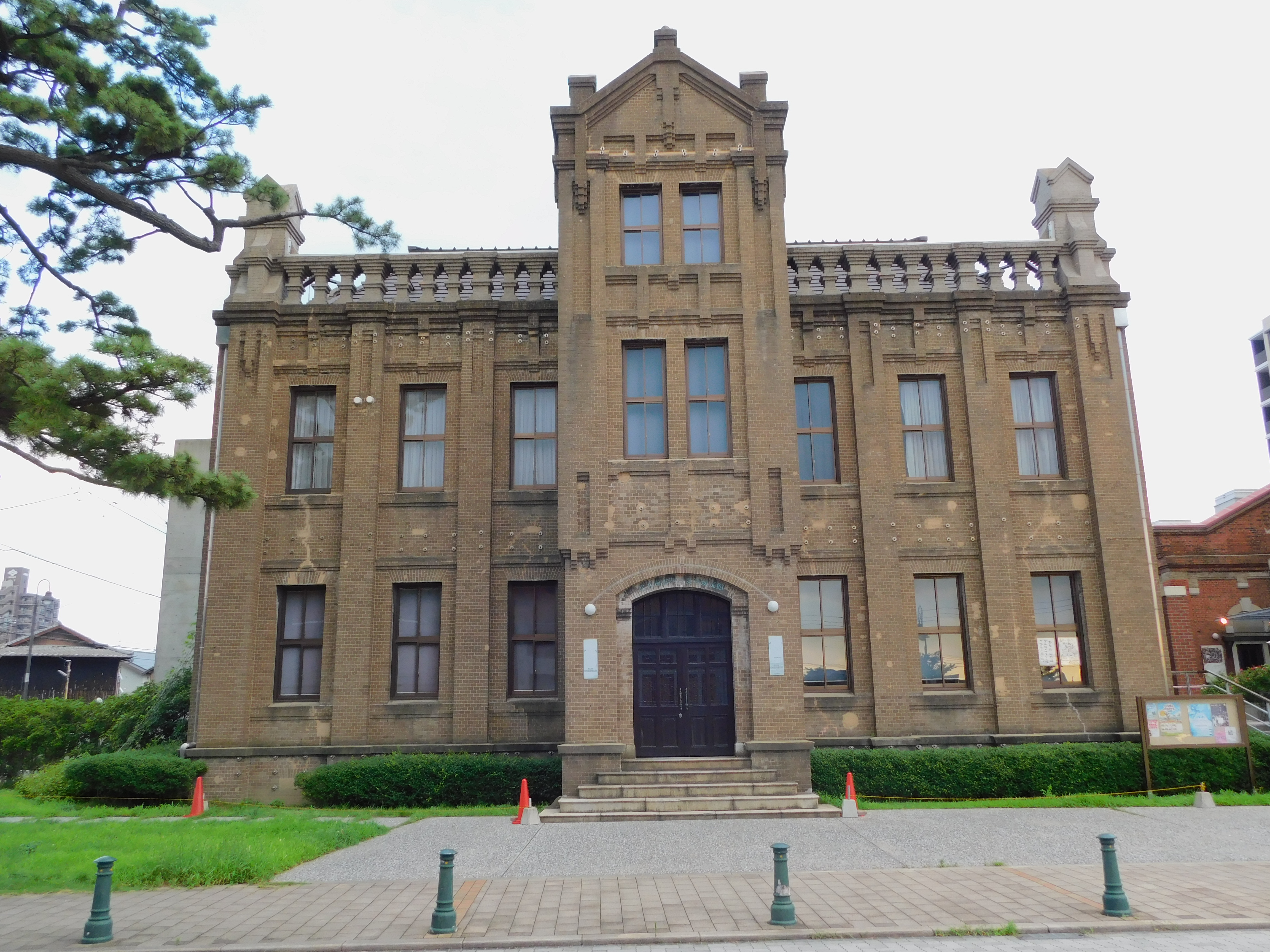
門司麦酒煉瓦館

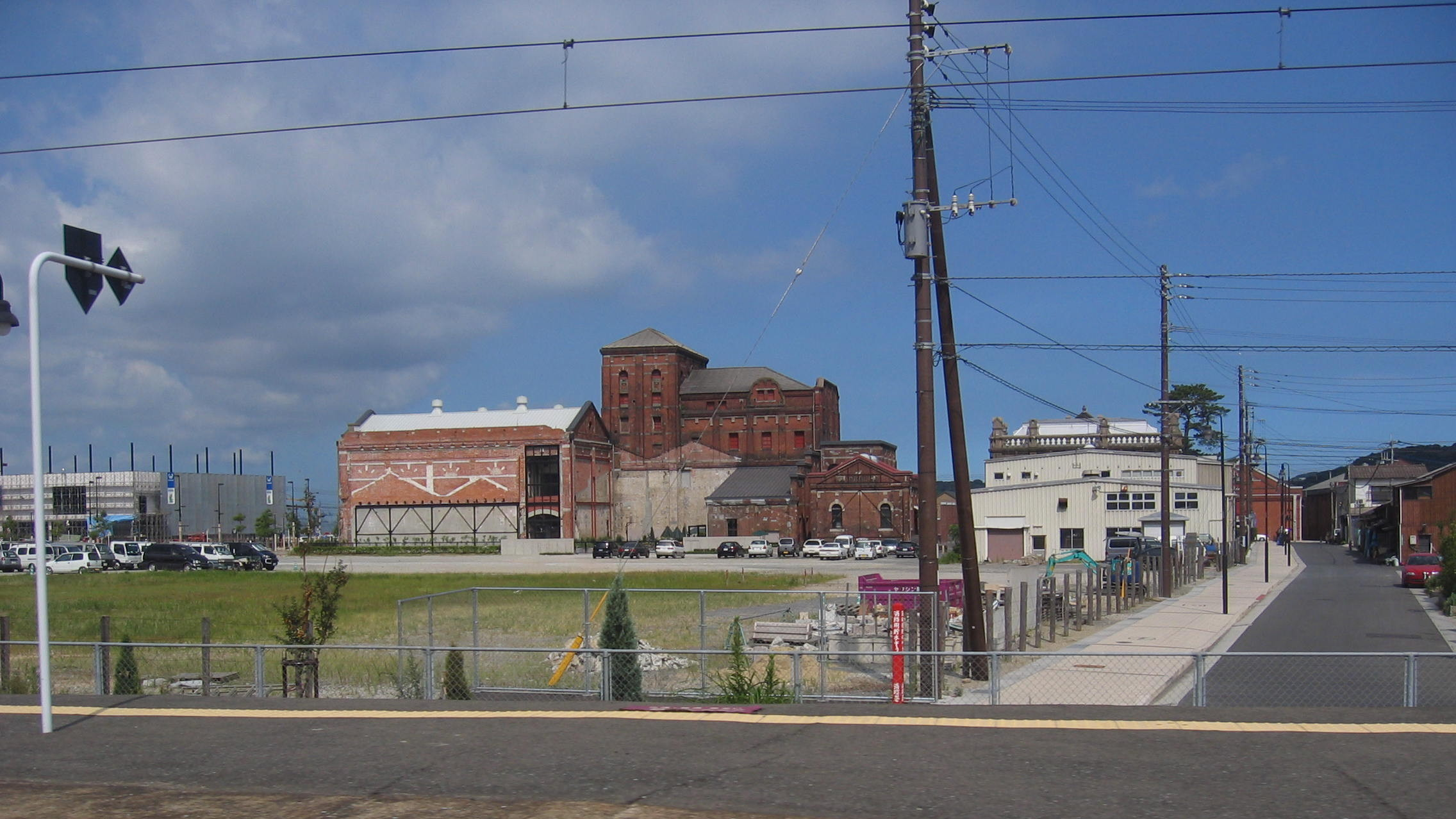
門司駅ホームからの概観（2006年）

門司赤煉瓦プレイス（もじあかれんがプレイス）は、福岡県北九州市門司区大里本町（だいりほんまち）の旧サッポロビール九州工場の施設を保存活用した建物群である。

## 概要
1913年（大正2年）に帝国麦酒（のち桜麦酒、戦時統合を経て現在サッポロビール）が門司麦酒工場を建設し、その後変遷をへてサッポロビール九州工場として稼働していた。

1996年（平成8年）に老朽化等により大分県日田市の新九州工場（現：九州日田工場）への移転がサッポロビールより発表。

2000年（平成12年）に新工場竣工に伴って旧・九州工場は閉鎖された。
—
土地及び建物の扱いについて北九州市等により検討が行われ、JR門司駅の構内遊休地と併せて再開発を行うことになった。
事業実施は土地区画整理事業として基盤整備を行い、建物の保存と活用に関してはまちづくり総合支援事業を適用している。

建物のうち、旧工場事務所棟は北九州市へ、その他の建物（醸造棟・旧倉庫棟・旧組合棟）はNPO法人赤煉瓦倶楽部へ、サッポロビールより無償譲渡され、それぞれで管理運営が行われている。
—
2005年（平成17年）に、北九州市がサッポロビールより無償譲渡で取得した旧工場事務所を転用し、門司麦酒煉瓦館が先行開業。指定管理者としてJR九州メンテナンスに管理運営を委託。

2006年（平成18年）に他施設も開業。

2013年度、指定管理者がNPO法人赤煉瓦倶楽部に変更。

2019年末、土地は醸造棟・組合棟と駐車場部分がサッポロビールの所有、事務所棟と倉庫棟部分は北九州市の所有となっていたが、サッポロビール所有分の土地は北九州市に無償譲渡された。

2024年、管理運営のあり方が見直され、市は民間事業者のノウハウを活かす「公募型プロポーザル」を実施。
同年10月、株式会社スピナが優先交渉権者に決定された。
—
2007年（平成19年）建物群は国の登録有形文化財に登録。

2009年（平成21年）2月6日に、近代化産業遺産続33（33九州窯業 - 北九州市の鉱滓煉瓦製造関連遺産）に、門司麦酒煉瓦館・旧サッポロビール醸造棟・赤煉瓦交流館が認定。

## 施設

### 駐車場
| 土地所有       | サッポロ不動産開発株式会社 2019年～ 北九州市へ無償譲渡                                                           |
| 建物・上屋所有 | 北九州市 |
| 管理           | 2005年～ JR九州メンテナンス（指定管理者） 2013年～ NPO法人門司赤煉瓦倶楽部（指定管理者） 2025年～ 株式会社スピナ |

### 門司麦酒煉瓦館　※旧工場事務所棟
| 土地所有       | 北九州市 |
| 建物・上屋所有 | 北九州市 |
| 管理           | 2005年～ JR九州メンテナンス（指定管理者） 2013年～ NPO法人門司赤煉瓦倶楽部（指定管理者） 2025年～ 株式会社スピナ |

旧工場事務所を改装。ビールの歴史と門司麦酒工場・九州工場の沿革のほか、ビールの製造や原材料・缶・ビンのリサイクルについての解説展示を行っている。
- 開館時間：9:00～17:00（入館は16:30まで）
- 休館日：年末年始（12月29日～1月3日）　他に設備点検等で臨時休館日あり。
- 観覧料：大人100円、中学生以下50円。4歳未満は無料。
- 構造：鉱滓煉瓦造2階建て（塔屋付）
- 建築面積：約210.74平方メートル
- 延床面積：約446.27平方メートル

### 赤煉瓦交流館　※旧倉庫棟
| 土地所有       | 北九州市                |
| 建物・上屋所有 | NPO法人門司赤煉瓦倶楽部 |
| 管理           | NPO法人門司赤煉瓦倶楽部 |

旧倉庫棟を改装。赤煉瓦ホール及び会議室A・B・Cの4室とレストラン「ARK」が設けられている。
- 開館時間：10:00～22:00
- レストラン営業時間：11:00～15:30（休日は16:00）、17:00～22:00　いずれも営業時間終了1時間前でオーダーストップ。
- 休館日：年末年始（12月29日～1月3日）・月曜日　月曜日が休日の場合はその翌日。
- 構造：煉瓦及び鉱滓煉瓦造平屋建て
- 建築面積：約950平方メートル

### 赤煉瓦写真館　※旧組合棟
| 土地所有       | サッポロ不動産開発株式会社 2019年～ 北九州市へ無償譲渡 |
| 建物・上屋所有 | NPO法人門司赤煉瓦倶楽部                                |
| 管理           | NPO法人門司赤煉瓦倶楽部                                |

旧組合棟を改装。この建物のみ1917年（大正6年）の建築である。
- 構造：煉瓦造平屋建て
- 建築面積：約107.43平方メートル

### 旧サッポロビール醸造棟
| 土地所有       | サッポロ不動産開発株式会社 2019年～ 北九州市へ無償譲渡 |
| 建物・上屋所有 | NPO法人門司赤煉瓦倶楽部                                |
| 管理           | NPO法人門司赤煉瓦倶楽部                                |

モニュメント施設として保存、内部は工場稼働当時の醸造機器などが保存されている。
- 構造：煉瓦造7階建て
- 建築面積：約1,211.73平方メートル
- 延床面積：約3,029.33平方メートル

## 所在地とアクセス
- 〒800-0063　北九州市門司区大里本町3-6-1（門司麦酒煉瓦館）
- JR鹿児島本線門司駅北口より徒歩約3分。
- 北九州都市高速4号線大里出入口より車で約5分。